# Ga-in
Ga-in, pseudonimo di Son Ga-in (Seul, 20 settembre 1987), è una cantante, ballerina e attrice sudcoreana.

## Carriera
È nota anche per essere uno dei membri del gruppo k-pop Brown Eyed Girls e per le sue partecipazioni con Jo Kwon di 2AM per gli show televisivi Uri gyeolhonhaess-eo-yo e All My Love.
Ha debuttato come cantante solista nel 2010, con l'album Irreversible.
Nell'aprile 2013 ha partecipato alle riprese del video musicale Gentleman, dove appare come ballerina principale al fianco di Psy.

## Discografia

### EP
- 2010 – Step 2/4
- 2012 – Talk About S
- 2013 – Romantic Spring (con Cho Hyung-woo)
- 2014 – Truth or Dare
- 2015 – Hawwah
- 2016 – End Again

### Singoli
- 2009 – Tomorrow (con Kim Hyun-ah, Uee e Han Seung-yeon)
- 2010 – Bad Temper
- 2012 – Nostalgia (feat Eric Mun)
- 2014 – A Tempo
- 2017 – Pray (con Jeff Bernat)

## Filmografia

### Video musicali
| Anno | Canzone   | Artista |
| ---- | --------- | ------- |
| 2013 | Gentleman | Psy     |

## Riconoscimenti

### Annual Awards
| Anno | Premio                              | Categoria                               | Lavoro                             | Risultato       |
| ---- | ----------------------------------- | --------------------------------------- | ---------------------------------- | --------------- |
| 2009 | Cyworld Digital Music Awards        | Song of the Month (December)            | "We Fell in Love" con Jo Kwon      | Vincitore/trice |
| 2010 | Cyworld Digital Music Awards        | Song of the Month (January)             | "We Fell in Love" con Jo Kwon      | Vincitore/trice |
| 2010 | 'Circle Chart' Grand Opening Awards | January Week 1 Digital Chart Overall #1 | "We Fell in Love" con Jo Kwon      | Vincitore/trice |
| 2010 | 'Circle Chart' Grand Opening Awards | January Week 2 Digital Chart Overall #1 | "We Fell in Love" con Jo Kwon      | Vincitore/trice |
| 2010 | 'Circle Chart' Grand Opening Awards | January Week 3 Digital Chart Overall #1 | "We Fell in Love" con Jo Kwon      | Vincitore/trice |
| 2010 | 'Circle Chart' Grand Opening Awards | January Week 4 Ringback tone #1         | "We Fell in Love" con Jo Kwon      | Vincitore/trice |
| 2010 | 12th Mnet Asian Music Awards        | Best Collaboration                      | "We Fell in Love" con Jo Kwon      | Vincitore/trice |
| 2010 | MBC Entertainment Awards            | Show, Variety Female Rookie Award       | Uri gyeolhonhaess-eo-yo (Season 2) | Vincitore/trice |
| 2010 | MBC Entertainment Awards            | Best Couple Award con Jo Kwon           | Uri gyeolhonhaess-eo-yo (Season 2) | Vincitore/trice |
| 2012 | 14th Mnet Asian Music Awards        | Style in Music Award                    |                                    | Vincitore/trice |
| 2013 | 2nd Gaon Chart K-Pop Awards         | Song of the Year (ottobre)              | "Bloom"                            | Vincitore/trice |